# Claas Lexion

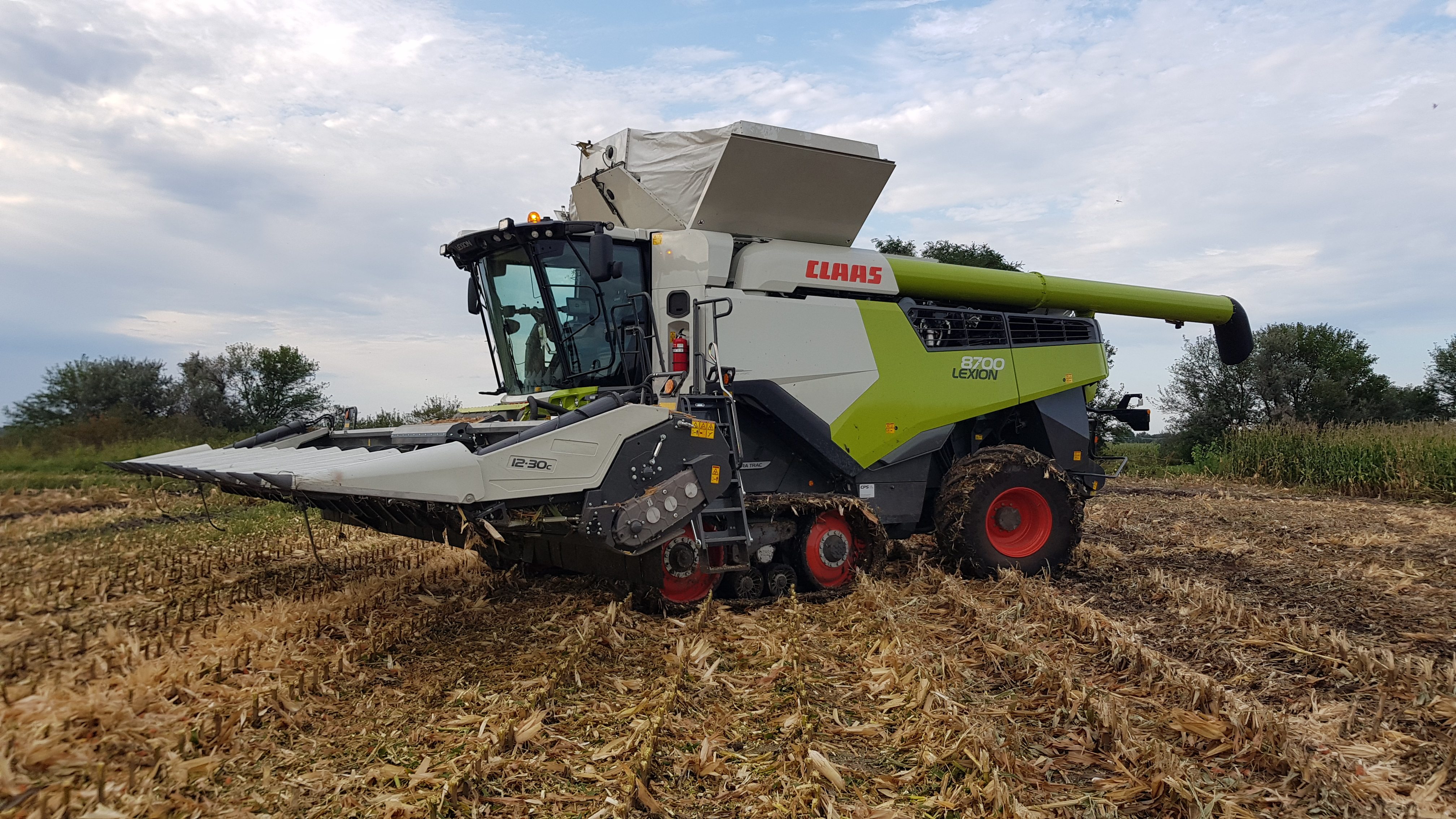
CLAAS LEXION 8700 TERRA TRAC mit Maispflücker

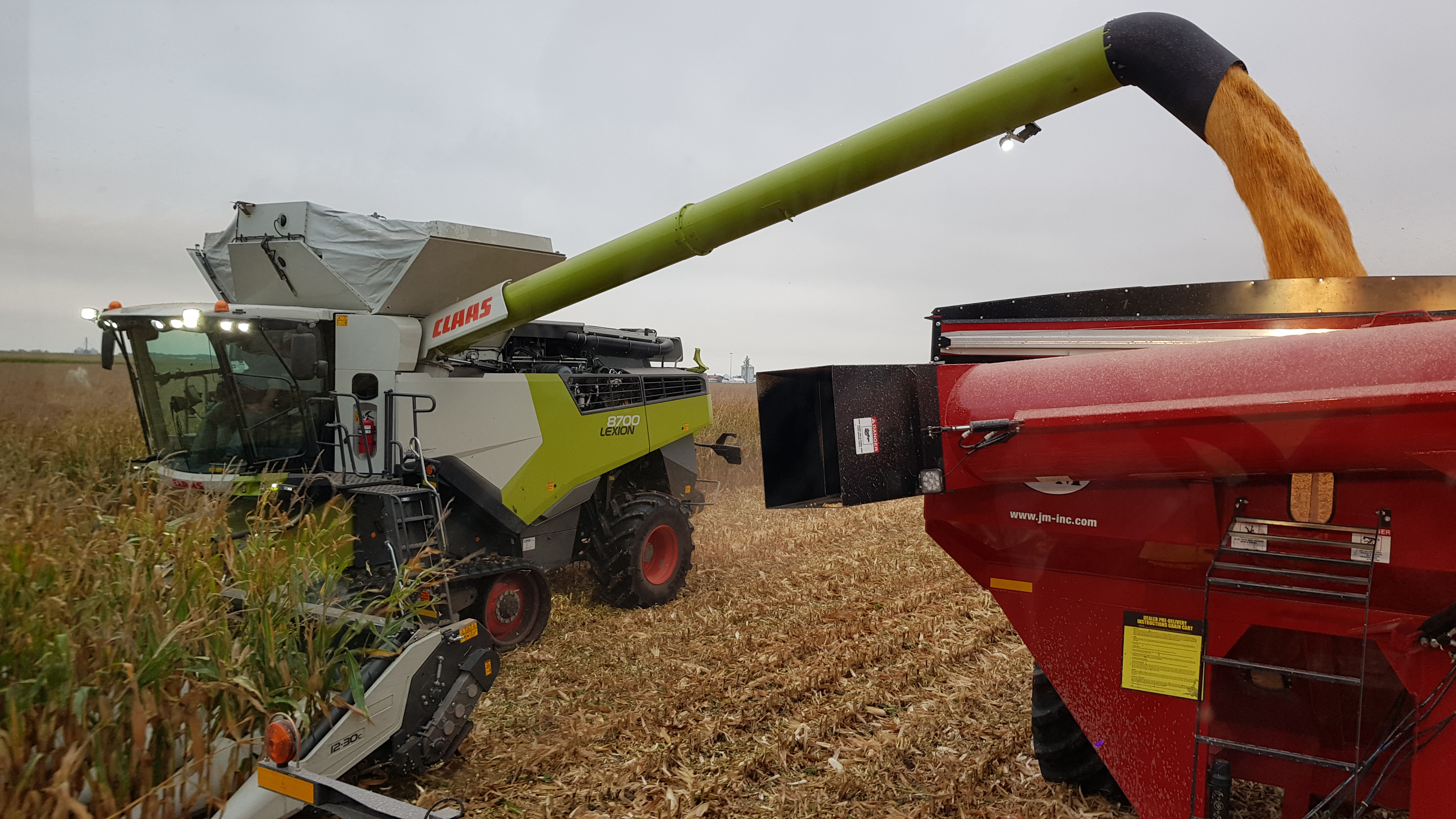
Mähdrescher in der Maisernte beim Überladevorgang

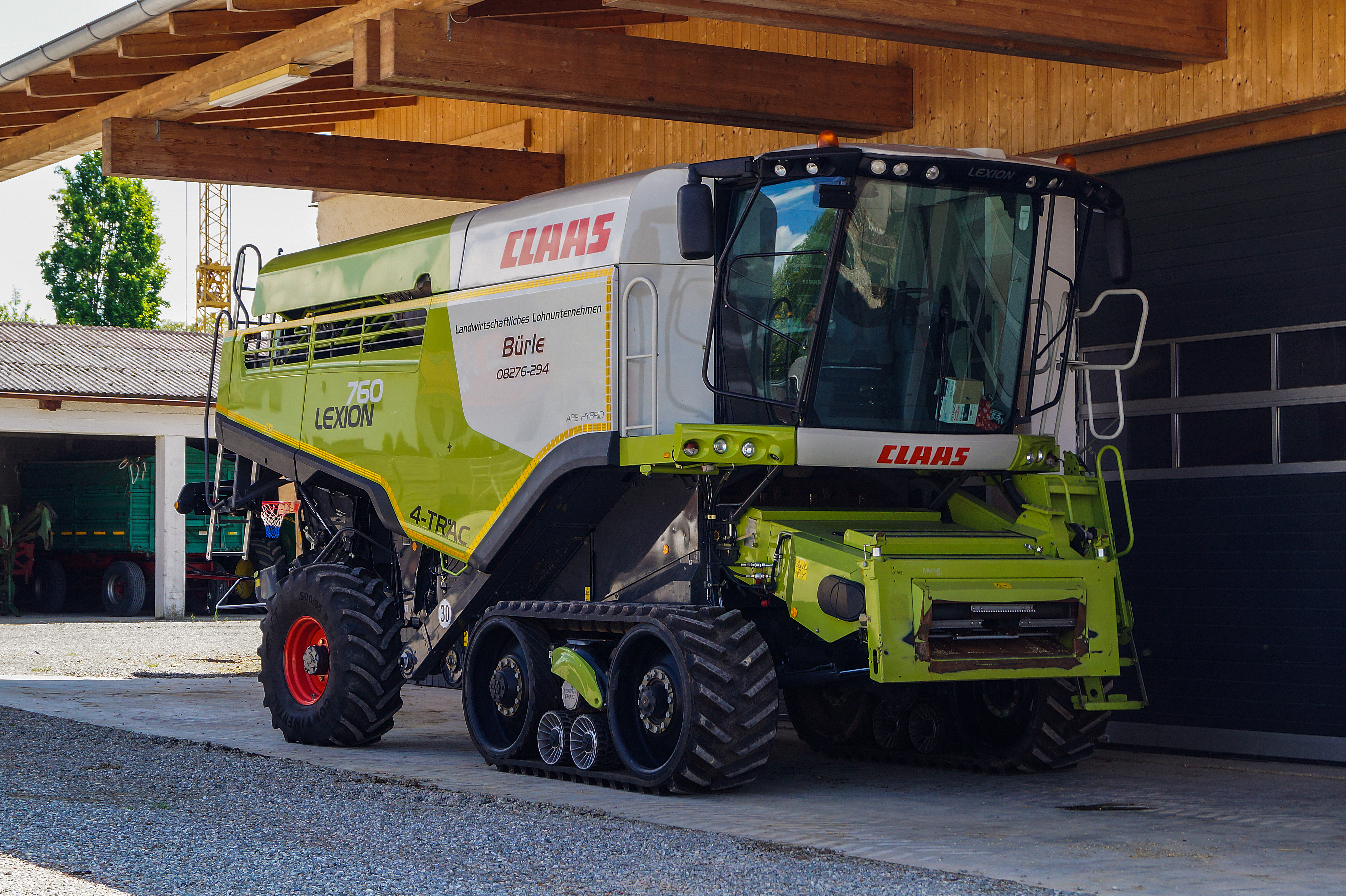
CLAAS LEXION 760 TERRA TRAC

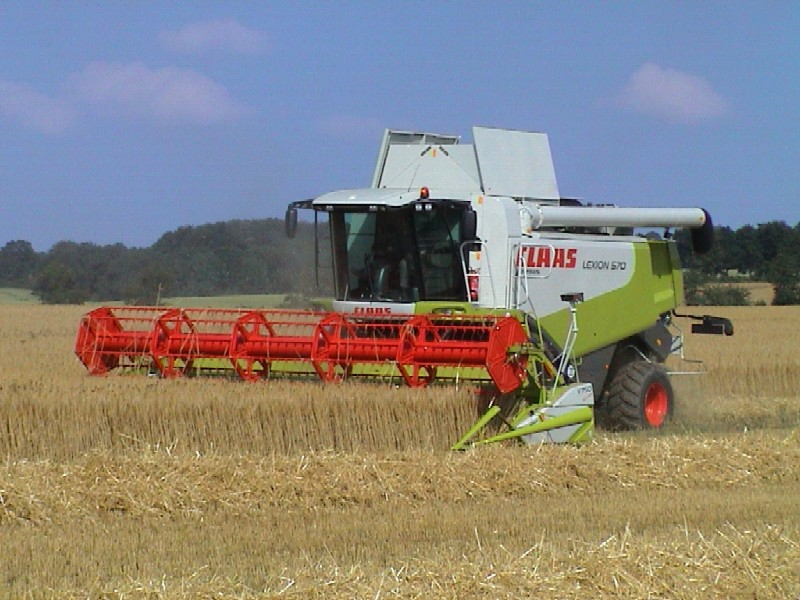
CLAAS LEXION 570

Claas Lexion ist eine Mähdrescher-Baureihe des Landmaschinenherstellers Claas in Harsewinkel. Die Hochleistungserntemaschine gibt es in 14 Leistungsabstufungen von 313 PS bis 790 PS Maximalleistung und einem Korntankvolumen von 9000 bis 18.000 Liter.
Die LEXION 5000/6000 Baureihe arbeitet mit dem APS SYNFLOW WALKER Dreschsystem.
Die LEXION 7000/8000 Baureihe beinhaltet das leistungsstärkere APS SYNFLOW HYBRID Dreschsystem.

## Geschichte
Im Jahr 1995 stellte Claas den Großmähdrescher Lexion 480 erstmals vor. Mit einer Ernteleistung von 40 t Getreide pro Stunde war dieses Spitzenmodell der späteren Lexion-Reihe der zu dieser Zeit leistungsstärkste Mähdrescher der Welt. Der Lexion 480 hatte dasselbe APS-System, bei dem die Beschleuniger-Trommel vor der Dreschtrommel liegt, wie der Claas Mega, jedoch mit vergrößertem Dreschtrommel-Durchmesser von 0,60 m (gegenüber 0,45 m beim Mega) sowie mit einem auf 1,70 m Breite vergrößertem Dreschkanal (gegenüber 1,58 m beim Mega). Anstatt der Schüttler kamen jedoch zwei Rotoren zum Einsatz. Dadurch lief das Gerät ruckfrei und die Durchsatzleistung war viel höher als bei einer herkömmlichen Schüttlermaschine.
Ab 1999 arbeitete Claas mit dem US-amerikanischen Bau- und Landmaschinenhersteller Caterpillar zusammen und vertrieb den Lexion in Nordamerika unter der Marke CAT. 2002 übernahm Claas 50 % am Joint Venture mit Caterpillar und das Mähdrescherwerk in den USA. Die dort produzierten Mähdrescher wurden in Nordamerika weiterhin als CAT Lexion über das Caterpillar Händlernetz vertrieben.
2002 wurde mit einem Lexion 480 mit Raupenlaufwerk bereits der 10.000. Lexion produziert.
2003 folgte die 500er Baureihe des Lexions.
Am 11. Februar 2003 verließ der 400.000. Mähdrescher das Werk in Harsewinkel. Der  Lexion erhielt  in Anlehnung an die ersten von Claas gebauten Mähdrescher eine silberne Lackierung. Nach dem Lexion 580 als Spitzenmodell wurde 2005 auf der Messe Agritechnica der Lexion 600 präsentiert, mit einer Schneidwerksbreite von bis zu 12 m, einem Korntankvolumen von 12.000 Litern und einer Ernteleistung von 60 Tonnen je Stunde. Damit war er erneut der leistungsstärkste Mähdrescher der Welt. 2010 stellte Claas schließlich die Lexion-Baureihen 600 und 700 vor. Sie sind alle mit einer überholten Kabine ausgestattet. Des Weiteren sind neue Raupenlaufwerke im Angebot, womit der Lexion 750 eine Höchstgeschwindigkeit von bis zu 40 km/h erreichen kann. Der Lexion 770 kann mit einem 12 Meter breiten Varioschneidwerk ausgerüstet werden. Seit 2012 ist der Lexion 780 mit einer Schneidwerksbreite von bis zu 13,80 m erhältlich.
2013 stellte Claas im Angesicht neuer Abgasnormen die neue Lexion-Baureihen 600 und 700 Tier 4 vor.
Am 29. Juni 2016 lief der 50.000. Lexion vom Band.
Im Juli 2019 wurden die neuen überarbeiteten Lexions vorgestellt, mit nun vierstelligen Typenbezeichnungen. Diese gliedern sich in die vier Baureihen 5000, 6000, 7000 und 8000.